# Massa atòmica relativa

Símbol de l'element químic arsènic amb el nombre atòmic a la part superior i la massa atòmica relativa a sota, tal com figura habitualment a les taules periòdiques.

La massa atòmica relativa, símbolitzada Ar, és la raó de la massa d'un àtom respecte de la dotzena part de la massa de l'isòtop de carboni 12C. No té unitats.
Per a un àtom X la seva massa atòmica relativa Ar(X) es calcula mitjançant el quocient entre la seva massa, ma(X), expressada en qualsevol unitat de massa (g, kg…), i la dotzena part de la massa de l'isòtop 12C, ma(12C), expressada en les mateixes unitats de massa:

## Història

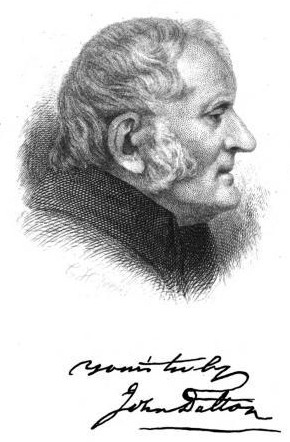
John Dalton (1766-1844)

El concepte de massa atòmica relativa apareix amb la teoria atòmica del químic anglès John Dalton el 1808 en el seu llibre A New System of Chemical Philosophy. Dalton proposà l'existència dels àtoms, partícules indivisibles i immutables, que són els constituients últims de la matèria; cada element químic té un tipus d'àtom diferent del dels altres i una de les diferències és la seva massa. A causa de la impossibilitat de mesurar aquestes masses dels àtoms pel seu valor extremadament petit, Dalton ideà una nova escala de mesures, assignant a l'àtom més lleuger, l'hidrogen, el valor d'1. És a dir Ar(H) = 1. Les masses de la resta d'àtoms els mesurà amb relació a aquest valor patró de l'hidrogen a partir de les proporcions en massa dels diferents elements quan es combinaven amb l'hidrogen. Però el fet d'haver de fer suposicions sobre les proporcions de combinació d'àtoms dugueren a elaborar taules de masses atòmiques relatives errònies, com en el cas de l'oxigen al qual Dalton assignà el valor de 8 basant-se en la suposició que l'hidrogen i l'oxigen es combinaven a l'aigua 1:1, és a dir un oxigen per cada hidrogen.
Després dels treballs inicials de Dalton durant el segle xix es descobriren nous mètodes i teories per esbrinar la proporció de cada element químic en un compost (llei dels volums de combinació de Gay-Lussac (1808), Llei d'Avogadro (1811), llei de Dulong i Petit (1819), llei de l'isomorfisme de Mitscherlich (1819)…) la qual cosa va possibilitar determinar nous valors de masses atòmiques relatives i corregir les errades. El químic suec Jöns Jacob Berzelius millorà els mètodes de determinació de Dalton i canvià de patró, a causa de les limitacions de l'hidrogen per formar combinacions binàries. El 1826 presentà una taula de masses atòmiques relatives on adoptava com a valor de referència la setzena part de la massa atòmica de l'oxigen natural, que formava combinacions binàries amb tots els elements. És a dir Berzelius adoptà Ar(O) = 16.
El químic belga Jean Servais Stas realitzà millores en la determinació de masses atòmiques relatives, entre 1860 i 1865, i fou el primer que assignà nombres no enters a les masses atòmiques dels elements químics. A principis del segle xx, amb la invenció de l'espectròmetre de massa, es determinaren masses atòmiques relatives dels diferents isòtops dels elements químics. Això donà lloc a l'aparició de l'escala física de masses atòmiques relatives basades en l'assignació d'un valor 16 a la massa atòmica relativa de l'isòtop d'oxigen ¹⁶O, és a dir Ar(¹⁶O) = 16. Durant anys coexistiren dues escales, la química de Berzelius i la física, amb petites diferències de valors. Finalment la IUPAC, el 1961, per evitar aquesta confusió adoptà un nou patró, la dotzena part de la massa atòmica de l'isòtop de carboni 12C, és a dir Ar(12C) = 12, que és la vigent en l'actualitat.

## Massa atòmica relativa dels elements químics

Símbol de l'element químic liti amb la massa atòmica relativa a sota.

L'existència d'isòtops, àtoms d'un mateix element químic amb diferent massa a causa de la diferència en el nombre de neutrons al seu nucli, proposada pel químic Frederick Soddy el 1912 i confirmada el 1913 pel físic anglès Joseph John Thomson, donà lloc a l'existència de diferents masses atòmiques relatives per un mateix element químic. Això conduí a haver de canviar la definició de massa atòmica relativa d'un element químic i es definí com la mitjana de la massa atòmica relativa dels seus isòtops ponderada amb la corresponent abundància natural a la Terra.
Per exemple l'element químic liti es troba a la naturalesa en forma de dos isòtops estables:
- El ⁶Li, amb un 7,59% d'abundància natural i massa atòmica relativa 6,015 122 795.
- El 7Li, amb el 92,41% d'abundància natural i massa atòmica relativa 7,016 004 55.[6]

El càlcul de la massa atòmica relativa del liti és:
El valor resultant, 6,941(2) és la massa atòmica relativa del liti i s'acosta més al valor del 7Li, ja que és el més abundant (aproximadament 92 de cada 100 àtoms de liti que es troben a la terra són de 7Li).

## Determinació de la massa atòmica relativa

Desviació de dos isòtops de masses atòmiques relatives diferents en un camp magnètic d'un espectròmetre de masses.

Les masses atòmiques relatives actualment es calculen a partir dels valors de les masses atòmiques mesurades (per a cada isòtop) mitjançant espectrometria de massa que utilitza la desviació magnètica d'ions accelerats en un camp elèctric per a determinar la seva massa absoluta en quilograms. Però la composició isotòpica és molt més difícil de mesurar amb precisió i, a més, està subjecte a variacions entre mostres.